# Gymnaciura neavei
Gymnaciura neavei är en tvåvingeart som först beskrevs av Mario Bezzi 1920.  Gymnaciura neavei ingår i släktet Gymnaciura och familjen borrflugor. Inga underarter finns listade i Catalogue of Life.